# Катастрофа Ил-12 под Зугдиди
Катастрофа Ил-12 под Зугдиди — авиационная катастрофа самолёта Ил-12П компании Аэрофлот, произошедшая в воскресенье 14 июня 1953 года близ Зугдиди, при этом погибли 18 человек.

## Самолёт
Ил-12П с регистрационным номером СССР-Л1375 (заводской — 30103, серийный — 103) был выпущен 28 сентября 1947 года заводом «Знамя Труда» (Москва). Авиалайнер передали Главному управлению гражданского воздушного флота, которое, в свою очередь, направило его в 112-й (Тбилисский) объединённый авиационный отряд Грузинского территориального управления гражданского воздушного флота. Общий налёт самолёта составлял 3204 часа.

## Экипаж
- Командир воздушного судна — Боженко Н. И.
- Второй пилот — Хахуташвили И. И.
- Бортмеханик — Лебедев М. И.
- Штурман — Черепанов В. А.
- Бортрадист-инструктор — Ломинадзе Г. В.
- Бортрадист — Когуашвили М. И.

## Катастрофа
Самолёт выполнял пассажирский рейс 229 по маршруту Москва — Ростов-на-Дону — Тбилиси и в 05:20 вылетел из аэропорта Внуково. Полёт до Ростова прошёл без отклонений, после чего самолёт вылетел в Тбилиси. По документам на борту находились 10 пассажиров и 6 членов экипажа, то есть всего 16 человек. Но впоследствии будет установлено, что на самом деле на борту находились ещё два незаконных пассажира: севшая на борт в Москве восьмилетняя дочка главного инженера Грузинского территориального управления гражданского воздушного флота, а в Ростове-на-Дону на борт также сел ещё и второй пилот самолёта Ли-2, также из данного управления.
На участке маршрута от Краснодара до Сухуми имелись грозы, в связи с чем в 10:48 борт Л1375 совершил внеплановую остановку в аэропорту Пашковский города Краснодар. Когда грозы на участке до Сухуми прекратились, экипаж после ознакомления с погодной обстановкой в 15:02 вылетел из Краснодара в Тбилиси. В 16:02, выполняя визуальный полёт на эшелоне 2400 метров, самолёт вошёл в зону Тбилисского управления районной диспетчерской службы. В 16:17 рейс 229 пролетел над аэропортом города Сухуми, о чём экипаж передал диспетчерской службе данного аэропорта, а в 16:23 передал уже о выходе из воздушной зоны аэропорта. В 16:31 с борта Л1375 диспетчеру в Тбилиси было доложено, что Сухуми был пройден в 16:17, а сейчас самолёт следует между слоями облаков. После этого экипаж на связь уже не выходил и на вызовы не отвечал. Вскоре полностью разрушенный самолёт был обнаружен точно на трассе полёта на покрытом лесом склоне холма на территории совхоза имени Берия, что близ деревни Григолиши (сейчас Алерткари) и в 15 километрах северо-восточнее города Зугдиди. Все 18 человек на борту погибли, при этом два пассажира выпали наружу на небольшой высоте. В то время это была крупнейшая авиационная катастрофа на территории Грузии.

## Известные пассажиры
- Нато Вачнадзе (родилась 1 (14) июня 1904 года) — советская грузинская актриса, Народная артистка Грузинской ССР, Заслуженная артистка РСФСР.

## Причины

### Расследование
Как было установлено комиссией, грозы на трассе Краснодар — Сухуми, из-за которых рейс 229 был вынужден сделать незапланированную остановку в Краснодаре, наблюдались с 7 до 13 часов. Далее грозы уже начали появляться на разных участках трассы Сухуми — Кутаиси — Сурами, причём возникали они достаточно быстро. В частности, в 16:15 гроза наблюдалась близ Зугдиди, а в 17:30 уже в Кутаиси. АМСГ выпустила прогноз погоды, согласно которому с 16 до 19 часов на участке трассы от Сухуми до Тбилиси объявлялось грозовое положение, а на участке Миха-Цхакая — Кутаиси ожидалась гроза. Однако руководитель полетов в Сухумском аэропорту не придал должного внимания тому, что погодная обстановка от Сухуми до Кутаиси ухудшается, и разрешил самолёту Ил-12 пролететь зону аэропорта и продолжать полёт до Тбилиси.
Согласно показаниям местных жителей, в районе происшествия, как и указывалось в прогнозе, была сильная гроза с градом и сильным дождём, при этом часто били молнии. Экипаж грозу не ждал, поэтому попадание в неё стало полной неожиданностью. Есть вероятность, что молния попала в самолёт, при этом частично поразив и экипаж, после чего находящийся без управления авиалайнер либо перешёл в пикирование, либо в неуправляемое падение. Однако в процессе снижения экипаж успел прийти в себя и попытался предотвратить столкновение с землёй, для чего на высоте около 300 метров резко потянул штурвалы «на себя», то есть заставляя самолёт поднять нос. Но в процессе данного манёвра возникла перегрузка, которая превысила критическую, после чего оторвало обе консоли крыла в районе 9—14 нервюр (внешняя часть, до двигателей). Потеряв значительные части крыла, самолёт уже не мог продолжать полёт, поэтому фюзеляж с работающими двигателями перешёл в вертикальное падение и камнем упал на землю, в результате чего разрушился и сгорел. Отделившиеся части крыла упали в 120 метрах от него и в 50 метрах друг от друга.

### Заключение
Комиссия пришла к мнению, что непосредственной причиной катастрофы самолёта стало неожиданное для его экипажа попадание в грозовые облака. Этому способствовали нарушения в работе со стороны руководителя полётов в Сухумском аэропорту, который знал, что на трассе полёта погодная обстановка значительно ухудшилась, но не стал требовать от борта Л1375 выполнять посадку у себя в аэропорту, вместо этого разрешив ему пролёт зоны аэродрома, причём экипажу даже не сообщили об опасности образования гроз на трассе. Далее диспетчер в Сухуми, связавшись с коллегами в районном центре Тбилиси, не стал сообщать им, что разрешил самолёту пролёт, а также не стал запрашивать у них указаний о дальнейшем полёте данного лайнера. Нарушения в работе имелись и у руководителя полётов в Тбилиси, который не знал фактическую погодную обстановку на маршруте от Сухуми до Тбилиси, при этом не став требовать от тбилисской АМСГ составить ему прогноз погоды на данном участке трассы. В то же время он знал, что уже два рейса были задержаны из-за плохих погодных условий. Рейсу 229 было дано лишь формальное разрешение на вхождение в зону районной диспетчерской службы Тбилиси на эшелоне 2400 метров и по правилам визуального полёта, после чего руководства этим полётом не велось. В самом Тбилиси была плохая взаимосвязь между руководителем полётов и метеостанцией АМСГ, из-за чего на последней не знали о предстоящих пролётах самолётов зоны ответственности Тбилисской диспетчерской службы, тогда как авиадиспетчеры, в свою очередь, с запаздыванием получали данные о фактической погоде и штормовые предупреждения.
Виновниками катастрофы были названы руководители полётов Сухумского и Тбилисского аэропортов, а также начальник Сухумского аэропорта, который мог, но не стал запрещать рейсу 229 пролёт зоны аэродрома.

## Слухи
В то время катастрофа обросла фантастическими слухами. Рассказывали, что в самолёте находился курьер Берии с инструкциями грузинскому руководству на случай путча, или что этим рейсом летели несколько подпольных миллионеров, перевозивших огромную сумму наличными.